# Kukásember

A kukásember-logó

A kukásember (angolul Tidyman) logó egy nemzetközileg használatos piktogram, amelyet termékek csomagolásán alkalmaznak. Arra hívja fel a fogyasztót, hogy az adott termék elfogyasztása után a csomagolást helyezze el egy szelektív gyűjtőben vagy egyéb módon segítse elő a csomagolás újrahasznosítását. 
Bár ezekkel együtt népszerűsítik, a kukásember logó nem tartozik a környezetvédelmi termékjelek közé, ugyanis ez utóbbiak feladata, hogy az adott termék összetételének meghatározásával segítsék az újrahasznosítás vagy az újrafeldolgozás folyamatát (hová dobjuk?).
Magyarországon a MOHU rendszere kifejezetten visszautasítja a kukásember jellel ellátott csomagolások visszaváltását, ezekre a betétdíjrendszer nem is terjed ki.

## Története
A logót angolul és számos más nyelven (pl. németül) Tidymanként emlegetik. Eredetileg a Keep Britain Tidy mozgalom jelképe volt. Magyarul "Ügyelj a tisztaságra!" jelszóként fordították.